# Acritotilpha siliginella
Acritotilpha siliginella är en fjärilsart som beskrevs av Hans Zerny 1935. Acritotilpha siliginella ingår i släktet Acritotilpha och familjen äkta malar.
Artens utbredningsområde är Marocko. Inga underarter finns listade i Catalogue of Life.